# Jean-Luc Ettori
Jean-Luc Ettori (Marseille, 1955. július 29. –) francia labdarúgókapus, edző.
A francia válogatott tagjaként részt vett az 1982-es labdarúgó-világbajnokságon. 1990-ben elnyerte a France Football Étoile d’Or-díját.